# Ямадинский сельсовет
Ямадинский сельсовет — муниципальное образование в Янаульском районе Башкортостана.
Согласно «Закону о границах, статусе и административных центрах муниципальных образований в Республике Башкортостан» имеет статус сельского поселения.

## Состав сельсовета
- с. Ямады,
- с. Андреевка,
- с. Салихово,
- д. Урал,
- с. Четырман.
- с. Югамаш.

## Население
| 2002  | 2009  | 2010  | 2012  | 2013  | 2014  | 2015  |
| ----- | ----- | ----- | ----- | ----- | ----- | ----- |
| 1971  | ↘1969 | ↘1718 | ↘1653 | ↘1622 | ↘1613 | ↘1572 |
| 2016  | 2017  | 2018  |       |       |       |       |
| ↘1554 | ↘1551 | ↘1533 |       |       |       |       |